# Jarsan
Jarsan ili Ahl-e Hakk (kur. یارساﻥ - Jâresân; perz. اهل حق - Ahl-e Hakk; hrv. „Narod istine“) je sljedba nastala je na prijelazu iz 14. u 15. stoljeće na području današnje Kermanšaške i Luristanske pokrajine u Iranu, a njenim se osnivačem smatra Sultan Sahak. Iako vuče korijene iz šijitskog oblika islama, jarsan se ne smatra njegovim ogrankom dok se zoroastrijski utjecaj očituje u izraženom dualizmu. Ono što jarsan okvirno razlikuje od zoroastrizma i jesidske religije (također kurdska sljedba) jest izričito odbacivanje svake vrste kaste, klase ili položaja. Religijska literatura jarsana pisana je većinom na guranskom kurdskom, odnosno u manjoj mjeri na perzijskom jeziku. Sljedbenici jarsana velikim su dijelom podijeljeni u brojne etničke i plemenske skupine koje ne uključuju samo Kurde kao osnivače već i Lake, Perzijanci, Azere, Arape i druge narode. Također, uz manjak standardne religijske literature postoji i jaka segmentacija zbog čega je teško utvrditi njihovu brojnost, ali se procjenjuje da ih je oko 1 milijun.

## Poveznice
- Jesidi
- Kurdi
- Misticizam